# Thanu Padmanabhan
 (octobre 2011).
Thanu Padmanabhan, né le 10 mars 1957 à Thiruvananthapuram dans le Kerala et mort le 17 septembre 2021 à Pune (Maharashtra), est un astrophysicien indien qui a été en poste au laboratoire IUCAA (Inde). 

## Biographie
Thanu Padmanabhan est spécialisé dans de nombreux domaines tournant autour de la cosmologie physique et en particulier de la formation des grandes structures, thème sur lequel il a écrit un ouvrage de référence en 1993 (Structure Formation in the Universe), puis un second, plus accessible mais moins exhaustif, en 1998 (After the First Three Minutes: The Story of Our Universe).
Il a par la suite écrit de nombreux ouvrages généraux à connotation théorique sur l'astrophysique en général. En 1996, il publie un premier ouvrage, abordant la plupart des problèmes fondamentaux sur l'astrophysique sous forme de problèmes (Cosmology and Astrophysics through Problems), dont les solutions partielles sont données en fin d'ouvrage. De 2000 à 2002, il publie en trois tomes un cours d'astrophysique théorique, abordant la plupart des thèmes de l'astrophysique. Le premier tome est consacré aux processus astrophysiques en général, le second aux étoiles (structure interne, évolution stellaire, naines blanches, étoiles à neutrons, trous noirs) et systèmes stellaires (systèmes binaires, Système solaire, amas d'étoiles, plus milieu interstellaire), enfin le dernier est consacré aux plus grandes échelles, à savoir les galaxies et la cosmologie.

## Publications

### En anglais
- Structure Formation in the Universe, Cambridge University Press, Cambridge, Angleterre, 499 p., 1993  (ISBN 0521424860)
- Cosmology and Astrophysics through Problems, Cambridge University Press, Cambridge, Angleterre, 512 p., 1996  (ISBN 0521467837)
- After the First Three Minutes: The Story of Our Universe, Cambridge University Press, Cambridge, Angleterre, 227 p., 1998  (ISBN 0521620392)
- Theoretical Astrophysics – Volume I: Astrophysical processes, Cambridge University Press, Cambridge, Angleterre, 622 p., 2000  (ISBN 0521566320)
- Theoretical Astrophysics – Volume II: Stars and Stellar Systems, Cambridge University Press, Cambridge, Angleterre, 594 p., 2001  (ISBN 0521562414)
- Theoretical Astrophysics – Volume III: Galaxies and Cosmology, Cambridge University Press, Cambridge, Angleterre, 638 p., 2002  (ISBN 0521566304)